# Kanton Lorquin
Der Kanton Lorquin war von 1790 bis 2015 ein französischer Wahlkreis im Arrondissement Sarrebourg, im Département Moselle und in der Region Lothringen. Hauptort des Kantons war die Gemeinde Lorquin (Lörchingen). Der Kanton hatte 6.896 Einwohner (Stand: 2006) auf 210,91 km².

## Gemeinden
Der Kanton umfasste 18 Gemeinden:
| Gemeinde                 | Einwohner | Code postal | Code Insee |
| ------------------------ | --------- | ----------- | ---------- |
| Abreschviller            | 1.285     | 57560       | 57003      |
| Aspach                   | 36        | 57790       | 57034      |
| Fraquelfing              | 108       | 57790       | 57233      |
| Hattigny                 | 160       | 57790       | 57302      |
| Héming                   | 458       | 57830       | 57314      |
| Hermelange               | 186       | 57790       | 57318      |
| Lafrimbolle              | 198       | 57560       | 57374      |
| Landange                 | 199       | 57830       | 57377      |
| Laneuveville-lès-Lorquin | 73        | 57790       | 57380      |
| Lorquin                  | 1.287     | 57790       | 57414      |
| Métairies-Saint-Quirin   | 259       | 57560       | 57461      |
| Neufmoulins              | 37        | 57830       | 57500      |
| Niderhoff                | 289       | 57560       | 57504      |
| Nitting                  | 518       | 57790       | 57509      |
| Saint-Quirin             | 873       | 57560       | 57623      |
| Turquestein-Blancrupt    | 21        | 57560       | 57682      |
| Vasperviller             | 281       | 57560       | 57697      |
| Voyer                    | 402       | 57560       | 57734      |

## Geschichte
Der Kanton Lorquin (Lörchingen) wurde bereits im Zuge der Verwaltungsreorganisation des revolutionären Frankreich 1789 bzw. 1790 als Teil des Distrikts Sarrebourg im Département Meurthe errichtet mit den Gemeinden Abreschviller, Aspach, Barchain, Fraquelfing, Héming, Hermelange, Hertzing, Hesse, Landange, Laneuveville-lès-Lorquin, Lorquin, Neuf-Moulin, Niderhoff, Nitting, Saint-Quirin, Voyer und Xouaxange.
Aufgrund der Reorganisation der Verwaltung im Jahr VIII (1800) wurde der Kanton Lörchingen um die 10 Gemeinden des aufgelösten Kantons Cirey erweitert und umfasste nun 27 Gemeinden.
Im Jahr 1821 wurde die Gemeinde Nonhigny aus dem Kanton Lörchingen in den Kanton Blâmont umgegliedert.
Durch den Frieden von Frankfurt wurde der Kanton geteilt: die Gemeinden Bertrambois, Cirey-sur-Vezouze, Parux, Petitmont, Saint-Sauveur, Tanconville und Val-et-Châtillon blieben bei Frankreich und bildeten ab September 1871 den wiederhergestellten Kanton Cirey. Die Gemeinde Raon-lès-Leau wurde – allerdings ohne ihre umfangreichen Waldungen, die an das Deutsche Reich fielen – dem Kanton Badonviller zugeordnet.
Die verbliebenen 18 Gemeinden bildeten nunmehr den Kanton bis zu seiner Auflösung im Jahre 2014, als wegen der Änderung des Wahlverfahrens zum Conseil départemental die Zahl der Kantone auf die Hälfte reduziert wurde. Alle Gemeinden des Kantons gehören nun zum neuen bzw. erheblich erweiterten Kanton Phalsbourg.